# Golden Double Album (Bee Gees)
A Bee Gees Golden Double Album című 2 LP a Bee Gees Japánban kiadott válogatáslemeze.

## Az album dalai
1. Massachusetts (Barry, Robin és Maurice Gibb) – 2:20
2. New York Mining Disaster 1941 (Barry és Robin Gibb) – 2:10
3. Turn of the Century (Barry és Robin Gibb) – 2:23
4. To Love Somebody (Barry és Robin Gibb) – 3:00
5. I Can't See Nobody (Barry és Robin Gibb) – 3:48
6. I Close My Eyes (Barry, Robin és Maurice Gibb) – 2:27
7. Holiday (Barry és Robin Gibb) – 2:53
8. World (Barry, Robin és Maurice Gibb) – 3:05
9. Words (Barry, Robin és Maurice Gibb) – 3:14
10. Jumbo (Barry, Robin és Maurice Gibb) – 2:11
11. Lemon Never Forget (Barry, Robin és Maurice Gibb) – 3:02
12. Really and Sincerely (Barry, Robin és Maurice Gibb) – 3:11
13. Horizontal (Barry, Robin és Maurice Gibb) – 3:38
14. Idea (Barry, Robin és Maurice Gibb) – 2:51
15. I Started a Joke (Barry, Robin és Maurice Gibb) – 3:08
16. I've gotta Get a Message to You (Barry, Robin és Maurice Gibb) – 2:56
17. Indian Gin & Whisky Dry (Barry, Robin és Maurice Gibb) – 2:01
18. Kitty can (Barry, Robin és Maurice Gibb) – 2:39
19. When the Swallows Fly (Barry, Robin és Maurice Gibb) – 2:32
20. Kilburn Towers (Barry, Robin és Maurice Gibb) – 2:19
21. Swan Song (Barry, Robin és Maurice Gibb) – 2:58
22. First of May (Barry, Robin és Maurice Gibb) – 2:48
23. Edison (Barry, Robin és Maurice Gibb) – 3:07
24. Lamplight (Barry, Robin és Maurice Gibb) – 4:47
25. Whisper Whisper (Barry, Robin és Maurice Gibb) – 3:24
26. Sound of Love (Barry, Robin és Maurice Gibb) – 3:27
27. With All Nations (Barry, Robin és Maurice Gibb) – 1.46
28. Suddenly (Barry, Robin és Maurice Gibb) – 2:29

## Közreműködők
- Bee Gees